# Rob van Zwienen
Rob van Zwienen was een kortebaanschaatser uit Bergambacht in de provincie Zuid-Holland. In 1994 werd hij in Nieuw-Lekkerland tweede op het Nederlands Kampioenschap kortebaan achter winnaar Wojchiech Biziuk.
Op 31 december 1996 werd hij in Lekkerkerk Nederlands kampioen op de kortebaan. Tweede werd Robbert Westerveld en derde Michel Rietveld.
Rob was een van de laatste klompenmakers van Nederland.

## Resultaten
| Jaar | Plaats | Kampioenschap |
| ---- | ------ | ------------- |
| 1994 | 2e     | NK Kortebaan  |
| 1997 | Goud   | NK Kortebaan  |